# San Miguel Totolapan
San Miguel Totolapan é um município do estado de Guerrero, no México. Sua sede fica localizada em San Miguel Totolapan. Possui 2 648 km² de área e 28 009 habitantes (censo de 31/5/2010).